# Villa de Cura
Villa de Cura är en stad i norra Venezuela belägen i delstaten Aragua. Den är centralort i kommunen Zamora och har cirka 100 000 invånare.  